# Maré, Nossa História de Amor
Maré, Nossa História de Amor é um filme de drama brasileiro dirigido por Lúcia Murat, com estreia comercial prevista para abril de 2008, embora já tenha sido exibido em alguns festivais durante 2007.

## Sinopse
Analídia e Jonatha são dois jovens moradores da Maré, favela carioca que das palafitas dos anos 60 passou por diversos planos de urbanização chegando a uma população de cerca de 140 mil pessoas. Eles querem ser bailarinos e se encontram numa ONG que ensina dança para comunidades carentes.

## Personagens e elenco
- Analídia (Cristina Lago) – moradora da Maré, tem cerca de 16 anos e sonha em ser bailarina. É prima do chefe do tráfico (Bê) de um dos lados da Maré. É apaixonada por Jonatha, e aceita correr qualquer risco para preservar a sua paixão.
- Jonatha (Vinícius D'Black) – é morador da Maré e tem cerca de 18 anos. É MC da comunidade e também estuda na escola de dança. Seu sonho é ser cantor e gravar um CD. É amigo de infância do chefe de tráfico do outro lado da Maré (Dudu). Apaixonado por Analídia, quer abandonar aquele mundo para poder realizar seus sonhos, mas é também muito críticos sobre os problemas sociais.
- Fernanda (Marisa Orth) – é uma ex- bailarina que aceita trabalhar numa favela um pouco por falta de opção. Afetada e sem consciência social, vai aos poucos se definindo a favor de seus alunos e se envolvendo com eles. Representa a ligação entre a comunidade e o "outro lado" da cidade.
- Leonardo (Rafael Diogo) – morador da Maré, tem cerca de 12 anos, e também é estudante na escola de dança. É irmão de Bê, que não aceita que ele estude dança.
- Dudu (Babu Santana)– morador da Maré, é o atual chefe do tráfico do lado direito da Maré. É completamente enlouquecido e violento, mas tem uma profunda amizade com Jonatha, por quem é capaz de qualquer coisa.
- Bê (Jefchander) – morador da Maré, tem cerca de 20 anos, é o atual chefe de tráfico do lado esquerdo da Maré. Disputa com Dudu o controle da comunidade.

## Prêmios e festivais
- Festival do Rio - 2007 (Prêmio especial do júri para Babu Santana)
- Mostra de São Paulo - 2007
- Festival de Berlim - 2008 (Panorama)
- Festival de Guadalajara - 2008
- Festival Open Doek (Bélgica) - 2008 (Prêmio especial do júri)
- Festival de Toulouse -  2008 (Filme de Abertura)
- Festival de Cannes - 2008 (Pavillon de Sud)
- Festival de Granada - 2008
- Festival de Shangai - 2008
- Los Angeles Latino Film Festival – 2008 (Prêmio de Melhor Direção)
- Open Doors Festival (Holanda) - 2008
- Los Angeles Latino Film Festival - 2008
- Barbican Centre, Londres - 2008 (Filme de Abertura)
- Festival Oslo Films from the South - 2008 (Filme de Abertura)
- Festival Filmar em América Latina (Suíça) – 2008 (Filme de Abertura)
- San Francisco Latino Film Festival - 2008 (Women and Film Award)
- Festival de Havana (Melhor música)
- Festival ALe Kino - Polônia
- Festival de Kerala - India

(Fonte: site oficial do filme www.mareofilme.com.br)